# Medicina mesopotamiană
Medicina mesopotamiană reprezintă acea parte a istoriei medicinei care a evoluat în acea regiune din Orientul Apropiat cuprinsă între râurile Eufrat și Tigru, numită și Mesopotamia, un adevărat "leagăn al civilizației omenirii", unde s-a dezvoltat prima societate alfabetizată.
Medicii mesopotamieni nu erau prea avansați dar, chiar dacă nu prea cunoșteau organele interne și modul de funcționare al acestora, erau buni observatori și cunoscători ai bolilor.
Asemeni tuturor civilizațiilor străvechi, arta tămăduirii era strâns legată de religie